# Cyperus nutans
Cyperus nutans är en halvgräsart som beskrevs av Vahl. Cyperus nutans ingår i släktet papyrusar, och familjen halvgräs. IUCN kategoriserar arten globalt som livskraftig.

## Underarter
Arten delas in i följande underarter:
- C. n. eleusinoides
- C. n. nutans
- C. n. subprolixus